# Gustav Krüger (Polizeipräsident)
Gustav Krüger (* 14. September 1878 in Thorn; † 3. Dezember 1927 in Magdeburg) war ein Sozialdemokrat, Schriftsetzer, Redakteur und Polizeipräsident in Magdeburg.

## Leben
Gustav Krüger war ab 1909 als Arbeitersekretär in Dessau und ab 1912 in Bremerhaven tätig. Im Ersten Weltkrieg wurde er 1915 zum Kriegsdienst eingezogen und 1916 in Nordfrankreich schwer verwundet. Vom Kriegseinsatz aus hatte er bereits seine Feldpostbriefe unter anderem in der Magdeburger Volksstimme veröffentlicht. Vom Lazarett aus publizierte er diese Briefe 1916 in dem Buch Der Sozialist an der Front.
Im April 1919 wurde er zunächst kommissarisch und dann regulär zum Polizeipräsident von Magdeburg ernannt. Er blieb im Amt, bis ihn eine Hetzkampagne von Republikgegnern 1924 oder 1925 zum Rücktritt zwang. In einem folgenden Prozess verteidigte ihn ein späterer Nachfolger als Polizeipräsident: Horst W. Baerensprung.
Gustav Krüger vertrat die SPD von 1919 bis 1921 im Stadtparlament von Magdeburg. Er war Mitbegründer des Reichsbundes der Kriegsbeschädigten und des  Reichsbanners Schwarz-Rot-Gold. In der Illustrierten Reichsbanner-Zeitung schrieb er als Chefredakteur zahlreiche Artikel.
Es wird davon ausgegangen, dass die zahlreichen Anfeindungen der bürgerlichen Presse Magdeburgs Gustav Krüger in den Suizid trieben.